# Grant McCann
Grant Samuel McCann (ur. 14 kwietnia 1980 w Belfaście) – północnoirlandzki piłkarz występujący na pozycji pomocnika.

## Kariera klubowa
McCann seniorską karierę rozpoczynał w 1998 roku w klubie West Ham United z Premier League. W sezonie 1998/1999 nie rozegrał tam jednak żadnego spotkania. W 1999 roku, od sierpnia do września przebywał na wypożyczeniu w szkockim Livingston ze Scottish First Division. W 2000 roku, od sierpnia do września grał na wypożyczeniu w Notts County (Division Two, a od października 2000 roku do maja 2001 roku w Cheltenham Town (Division Three). Potem wrócił do West Hamu.
19 maja 2001 roku w przegranym 1:2 pojedynku z Middlesbrough McCann zadebiutował w Premier League. Od października do grudnia 2002 roku ponownie przebywał na wypożyczeniu w Cheltenham Town (Division Two). W styczniu 2003 roku podpisał kontrakt z tym zespołem. W tym samym roku spadł z nim do Division Three. W 2006 roku awansował z klubem z League Two do League One.
W listopadzie 2006 roku McCann został wypożyczony do Barnsley z Championship. W tych rozgrywkach zadebiutował 25 listopada 2006 roku w wygranym 1:0 pojedynku z Ipswich Town, w którym strzelił także gola. W styczniu 2007 roku podpisał kontrakt z Barnsley. Spędził tam jeszcze rok.
W styczniu 2008 roku odszedł do Scunthorpe United, także grającego w Championship. Pierwszy ligowy mecz zaliczył tam 19 stycznia 2008 roku przeciwko Wolverhampton (0:2). W tym samym roku spadł z klubem do League One. W 2009 roku wrócił z nim do Championship. W Scunthorpe McCann występował jeszcze rok.
W 2010 roku został graczem ekipy Peterborough United z League One.

## Kariera reprezentacyjna
W reprezentacji Irlandii Północnej McCann zadebiutował 6 października 2001 roku w wygranym 1:0 meczu eliminacji Mistrzostw Świata 2002 z Maltą. 24 marca 2007 roku w wygranym 4:1 spotkaniu eliminacji Mistrzostw Europy 2008 z Liechtensteinem strzelił pierwszego gola w drużynie narodowej.